# Список глав государств в 1055 году
Список глав государств в 1054 году — 1055 год — Список глав государств в 1056 году — Список глав государств по годам

## Азия
- Аббасидский халифат — Аль-Каим Биамриллах, халиф (1031 — 1075)
- Армения —
  - Карсское царство — Гагик, царь (1029 — 1065)
  - Сюникское царство — Григор I Ашотян, царь (1051 — 1072)
  - Ташир-Дзорагетское царство — Кюрике (Гурген) II, царь (1048 — 1089)
- Восточно-Караханидское ханство — 
  - Сулеймен Арслан-хан, хан (1042 — 1055)
  - Мухаммед II Богра-хан, хан (1055 — 1057)
- Газневидское государство — Фаррухзад, султан (1053 — 1059)
- Грузинское царство — Баграт IV, царь (1027 — 1072)
- Гуриды — Аббас ибн Шис, малик (1035 — 1060)
- Дайковьет — Ли Тхань Тонг, император[англ.] (1054 — 1072)
- Дали — Дуань Силянь, король (1044 — 1075)
- Западно-Караханидское ханство — Ибрахим ибн Наср, хан (1042 — 1068)
- Западное Ся — Ицзун (Ли Лянцзо), император (1048 — 1067)
- Индия —
  - Венги (Восточные Чалукья) — Раджараджанарендра, махараджа (1022 — 1031, 1035 — 1061)
  - Западные Чалукья[англ.] — Сомешвара I, махараджа (1042 — 1068)
  - Калачури[нем.] — Лакшмикарна, раджа[нем.] (1041 — 1072)
  - Камарупа — Дхарма Пала, махараджадхираджа[англ.] (1035 — 1060)
  - Качари[англ.] — Прабхакар, царь[англ.] (1040 — 1070)
  - Кашмир (Лохара) — Ананта, царь[англ.] (1028 — 1063)
  - Одиша (Орисса) — Удиотакесари, махараджа[англ.] (1040 — 1065)
  - Пала — 
    - Наяпала, царь (1038 — 1055)
    - Виграхапала III, царь (1055 — 1070)

  - Парамара[англ.] — 
    - Бходжа, махараджа[англ.] (1010 — 1055)
    - Джаясимха I, махараджа[англ.] (1055 — 1068/1069)

  - Соланки — Бхимадева I, раджа (1021 — 1063)
  - Хойсала — Винаядитья, перманади (1047 — 1098)
  - Чандела — Деваварман, раджа (1045 — 1060)
  - Чера — Рави Варман III, махараджа (1043 — 1082)
  - Чола — Раджендрачоладэва II, махараджа (1054 — 1060)
  - Ядавы (Сеунадеша) — Бхиллама IV, махараджа (1045 — 1060)
- Индонезия —
  - Джангала[англ.] — Аланьюн Аес, раджа[англ.] (1052 — 1059)
  - Сунда — Дхармарджа, махараджа (1042 — 1064)
- Иран —
  -  Буиды — 
    - Ал-Малик ар-Рахим, шаханшах,эмир Ирака и Фарса (1048 — 1055)
    - Ал-Малик ал-Мансур, эмир Фарса (1055 — 1056)

  -  Раввадиды — Мамлан II, эмир (1054 — 1071)
- Йемен —
  - Наджахиды — Насир ад-Дин Наджах, амир (1022 — ок. 1060)
  -  Сулайхиды — Али ибн Мухаммад ас-Сулайхи, эмир (1047 — ок. 1067)
- Китай (Империя Сун) — Жэнь-цзун (Чжао Чжэнь), император (1022 — 1063)
- Кхмерская империя (Камбуджадеша) — Удаядитьяварман II, император (1050 — 1066)
- Кахетия — Гагик, царь[англ.] (ок. 1039 — 1058)
- Корея (Корё)  — Мунджон, ван (1046 — 1083)
- Лемро — Поннака, царь[англ.] (1054 — 1058)
- Ляо — 
  - Син-цзун, император (1031 — 1055)
  - Дао-цзун, император (1055 — 1101)
- Паган — Аноратха, царь[англ.] (1044 — 1078)
- Сельджукская империя — Тогрул-бек, великий султан (1038 — 1063)
  - Керманский султанат — Кавурд-бек, султан (1048 — 1073)
- Тбилисский эмират — Абул-Хайя бен Джаффар, эмир (1054 — 1062)
- Тямпа — Джая Парамесвараварман I, князь (1044 — 1060)
- Шеддадиды (Гянджинский эмират) — Абу-л-Асвар Шавур I, эмир (1049 — 1067)
- Ширван — Саллар ибн Язид, ширваншах (1050 — 1063)
- Япония — Го-Рэйдзэй, император (1045 — 1068)

## Африка
- Альморавиды — Абдуллах ибн Ясин, имам (1040 — ок. 1059)
- Гана — Басси, царь (1040 — 1062)
- Гао — Кайна Тья-Ньомбо, дья (ок. 1040 — ок. 1070)
- Зириды — Аль-Муизз Шараф ад-Даула ибн Бадис, эмир (1016 — 1062)
- Канем — Арки, маи (1035 — 1077)
- Килва — Али ибн Давуд I, султан (ок. 1023 — ок. 1083)
- Макурия — Георгий III, царь (ок. 1030 — ок. 1080)
- Нри[англ.] — Ификуаним, эзе[англ.] (ок. 1043 — ок. 1089)
- Фатимидский халифат — Маад аль-Мустансир Биллах, халиф (1036 — 1094)
- Хаммадиды — Булуггин ибн Мухаммад, султан (1046 — 1062)
- Эфиопия — Йемрехана Крест, император (1039 — 1079)

## Европа
- Англия — Эдуард Исповедник, король (1042 — 1066)
- Венгрия — Андраш I, король (1046 — 1060)
- Венецианская республика — Доменико I Контарини, дож (1043 — 1071)
- Византийская империя — 
  - Константин IX Мономах, император (1042 — 1055)
  - Феодора, императрица (1055 — 1056)
- Волжская Булгария —
- Гасконь — Ги Жоффруа, герцог (1052 — 1058)
  - Арманьяк — Бернар II Тюмапалер, граф (1020 — 1061)
  - Фезансак — Гильом II Астанов, граф (ок. 1032 — ок. 1064)
- Дания — Свен II Эстридсен, король (1047 — 1074)
- Дербентский эмират — Мансур II ибн Абдулмалик, эмир (1043 — 1065)
- Дукля — Михайло Воиславлевич, жупан (1052 — 1077)
- Ирландия — Доннхад мак Бриайн, верховный король (1022 — 1064)
  - Айлех — Ниалл мак Маэл Сехнайлл, король (1036 — 1061)
  - Дублин — Мурхад мак Диармата, король (1052 — 1070)
  - Коннахт — Аэд IV, король (1046 — 1067)
  - Лейнстер — Диармайт мак Маэл-на-м-Бо, король (1042 — 1072)
  - Миде — Конхобар Уа Маэл Сехлайнн, король (1030 — 1073)
  - Мунстер — Доннхад мак Бриайн, король (1014 — 1064)
  - Ольстер — Ниалл мак Эохада, король (1016 — 1063)
- Испания —
  - Альбаррасин (тайфа) — Абу Марван Абд аль-Малик ибн Расин, эмир (1045 — 1103)
  - Альмерия (тайфа) — Альмотасин, эмир (1052 — 1091)
  - Альпуэнте (тайфа) — Абдаллах II ибн Мухаммад Низам аль-Давла, эмир (1043 — 1106)
  - Альхесирас (тайфа) — Аль-Касим аль-Ватик, эмир (1048 — 1058)
  - Ампурьяс — Понс I, граф (1040 — ок. 1078)
  - Арагон — Рамиро I, король (1035 — 1063)
  - Аркос (тайфа) — Мухаммад II аль-Каим, эмир (1053 — 1068/1069)
  - Бадахос (тайфа) — Абу Бакр Мухаммад ибн Абдаллах аль Муззаффар, эмир (1045 — 1067)
  - Барселона — Рамон Беренгер I Старый, граф (1035 — 1076)
  - Бесалу — Гильермо II, граф (1052 — 1066)
  - Валенсия (тайфа) — Абд аль-Азиз аль-Мансур, эмир (1021 — 1061)
  - Гранада (тайфа) — Бадис бен Хаббус, эмир (1038 — 1073)
  - Дения (тайфа) — Али Икбал ад-Давла, эмир (1045 — 1076)
  - Кармона (тайфа) — Аль-Азиз, эмир (ок. 1052 — ок. 1066)
  - Кастилия — Фердинанд I Великий, король (1037 — 1065)
  - Конфлан и Серданья — Рамон Вифред, граф (1035 — 1062)
  - Кордова (тайфа) — Абу-л Валид Мухаммад ар-Рашид, эмир (1043 — 1064)
  - Леон — Фердинанд I Великий, король (1037 — 1065)
  - Малага (тайфа) — Яхъя III аль-Махди, эмир (1054/1055 — 1057/1058)
  - Морон (тайфа) — Манад бен Мухаммад, эмир (1053 — 1066)
  - Наварра — Санчо IV, король (1054 — 1076)
  - Пальярс Верхний — Артау (Артальдо) I, граф (ок. 1049 — 1081)
  - Пальярс Нижний — Рамон IV (V), граф (ок. 1047 — ок. 1098)
  - Ронда (тайфа) — Бадис, эмир (1053/1054 — 1058)
  - Сарагоса (тайфа) — Ахмад I ал-Муктадир, эмир (1046 — 1081)
  - Севилья (тайфа) — Аббад II аль-Мутадид, эмир (1042 — 1069)
  - Сильвес (тайфа) — Мухаммад II, эмир (1053 — 1058)
  - Толедо (тайфа) — Яхъя I аль Мамун, эмир (ок. 1043 — 1075)
  - Тортоса (тайфа) — Яла аль-Амири, эмир (1053/1054 — 1057/1058)
  - Урхель — Эрменгол III, граф (1038 — 1065)
- Италия —
  - Аверса — Ричард I, граф (1049 — 1078)
  - Амальфи — Иоанн II, герцог[англ.] (1029 — 1034, 1038 — 1039, 1052 — 1069)
  - Апулия и Калабрия — Онфруа, граф (1051 — 1057)
  - Беневенто — Пандульф III, князь (1033 — 1050, 1054 — 1059)
  - Гаэта — Атенульф I, герцог[англ.] (1045 — 1062)
  - Капуя — Пандульф VI, князь (1050 — 1057)
  - Неаполь — Сергий V, герцог (1042 — 1082)
  - Салерно — Гизульф II, князь (1052 — 1077)
- Киевская Русь (Древнерусское государство) — Изяслав Ярославич, великий князь Киевский (1054 — 1068, 1069 — 1073, 1077 — 1078)
  -  Волынское княжество — Игорь Ярославич, князь (1054 — 1057)
  -  Новгородское княжество — Мстислав Изяславич, князь (1054 — 1067)
  -  Переяславское княжество — Всеволод Ярославич, князь (1054 — 1073)
  -  Полоцкое княжество — Всеслав Брячиславич, князь (1044 — 1068, 1071 — 1101)
  -  Ростовское княжество — Ростислав Владимирович, князь (ок. 1052 — 1057)
  -  Смоленское княжество — Вячеслав Ярославич, князь (1054 — 1057)
  -  Черниговское княжество — Святослав Ярославич, князь (1054 — 1073)
- Норвегия — Харальд III Суровый, король (1047 — 1066)
- Папская область —  Виктор II, папа римский (1055 — 1057)
- Польша — Казимир I Восстановитель, князь (1039 — 1058)
- Португалия — Нуньо II Мендес, граф (1050 — 1071)
- Священная Римская империя — Генрих III Черный, император (1046 — 1056)
  - Австрийская (Восточная) марка — 
    - Адальберт Победоносный, маркграф (1018 — 1055)
    - Эрнст, маркграф (1055 — 1075)

  - Бавария — 
    - Конрад II, герцог (1054 — 1055)
    - Генрих VIII, герцог (1055 — 1061)

  - Бар — София, графиня (1033 — 1093)
  - Верхняя Лотарингия — Герхард I, герцог (1048 — 1070)
  - Голландия — Флорис I, граф (1049 — 1061)
  - Каринтия — Вельф, герцог (1047 — 1055)
  - Лувен — Ламберт II, граф (1040 — 1062)
  - Лужицкая (Саксонская Восточная) марка — Деди I, маркграф (1046 — 1069, 1069 — 1075)
  - Люксембург — Гизельберт, граф (1047 — 1059)
  - Мейсенская марка — Вильгельм Веймарский, маркграф (1046 — 1062)
  - Монбельяр — Людовик де Скарпон, граф (1042 — ок. 1073)
  - Монферрат — Оттоне II, маркграф (1044 — 1084)
  - Намюр — Альберт II, граф (ок. 1031 — ок. 1063)
  - Нижняя Лотарингия — Фридрих II, герцог (1046 — 1065)
  - Прованс —
    - Жоффруа I, маркиз (1018 — ок. 1062)
    - Гильом V Бертран, граф (1051 — 1063/1067)
    - Жоффруа II, граф (1051 — 1065)
    - Эмма, графиня (ок. 1037 — 1063)

  - Рейнский Пфальц — Генрих I, пфальцграф (1045 — 1060)
  - Савойя — Оттон I, граф (ок. 1051 —  1060)
  - Саксония — Бернхард II, герцог (1011 — 1059)
  - Северная марка — Вильгельм, маркграф (ок. 1044 — 1056)
  - Сполето — 
    - Фридрих Тосканский, герцог (1052 — 1055)
    - под суверенитетом папы (1055 — 1057)

  - Тосканская марка — 
    - Фридрих, маркграф (1052 — 1055)
    - Готфрид I Бородатый, маркграф (1055 — 1069)

  - Чехия — 
    - Бржетислав I, князь (1034 — 1055)
    - Спытигнев II, князь (1055 — 1061)

  - Швабия — Оттон III, герцог (1048 — 1057)
  - Штирия (Карантанская марка) — Арнольд II, маркграф (1035 — 1055)
  - Эно (Геннегау) — Бодуэн I Монс, граф (1051 — 1070)
- Уэльс —
  - Гвент — 
    - Мейриг ап Хивел, король (1045 — 1055)
    - Грифид ап Лливелин, король (1055 — 1063)

  - Гвинед — Грифид ап Лливелин, король (1039 — 1063)
  - Гливисинг —
    - Грифид ап Ридерх, король (1033 — 1055)
    - Гургант ап Ител, король (1033 — 1070)
    - Грифид ап Лливелин, король (1055 — 1063)

  - Дехейбарт — 
    - Грифид ап Ридерх, король (1047 — 1055)
    - Грифид ап Лливелин, король (1044 — 1047, 1055 — 1063)
- Франция — Генрих I, король (1031 — 1060)
  - Аквитания — Гильом VII, герцог (1039 — 1058)
  - Ангулем — Фульк I, граф (1048 — 1087)
  - Анжу — Жоффруа II Мартел, граф (1040 — 1060)
  - Блуа — Тибо III, граф (1037 — 1089)
  - Бретань — Конан II, герцог (1040 — 1066)
    - Нант — Юдит, графиня (1051 — 1063)
    - Ренн — Конан II, граф (1040 — 1066)

  - Булонь — Евстахий II, граф (1047 — 1088)
  - Бургундия (герцогство) — Роберт I, герцог (1032 — 1076)
  - Бургундия (графство) — Рено I, граф (1026 — 1057)
  - Вермандуа — Герберт IV, граф (1045 — 1080)
  - Готия —
    - Берта, графиня Руэрга, маркиза (1054 — ок. 1065)
    - Понс Гильом, маркиз (1037 — 1060)

  - Каркассон — Пьер Раймунд, граф (ок. 1012 — 1060)
  - Макон — Жоффруа, граф (1049 — 1065)
  - Мо и Труа — Эд III де Блуа, граф (1047 — 1066)
  - Мэн — Герберт II, граф (1051 — 1062)
  - Невер — Гильом I, граф (1040 — 1083)
  - Нормандия — Вильгельм I Завоеватель, герцог (1035 — 1087)
  - Овернь — Гильом V, граф (ок. 1032 — ок. 1064)
  - Руссильон — Госфред II, граф (1013 — 1074)
  - Руэрг — Берта, графиня (1054 — ок. 1065)
  - Тулуза — Понс Гильом, граф (1037 — 1060)
  - Фландрия — Бодуэн V Благочестивый, граф (1035 — 1067)
  - Фуа — Роже I, граф (ок. 1034 — 1064)
  - Шалон — Тибо, граф (1039 — 1065)
- Хорватия — Степан I, король (1030 — 1058)
- Швеция — Эмунд Старый, король (1050 — 1060)
- Шотландия (Альба) — Макбет, король (1040 — 1057)

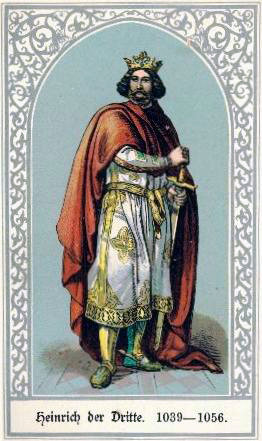
Генрих III 1046-1056 Император Священной Римской империи
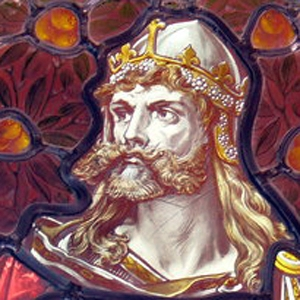
Харальд III Суровый 1047-1066 Король Норвегии
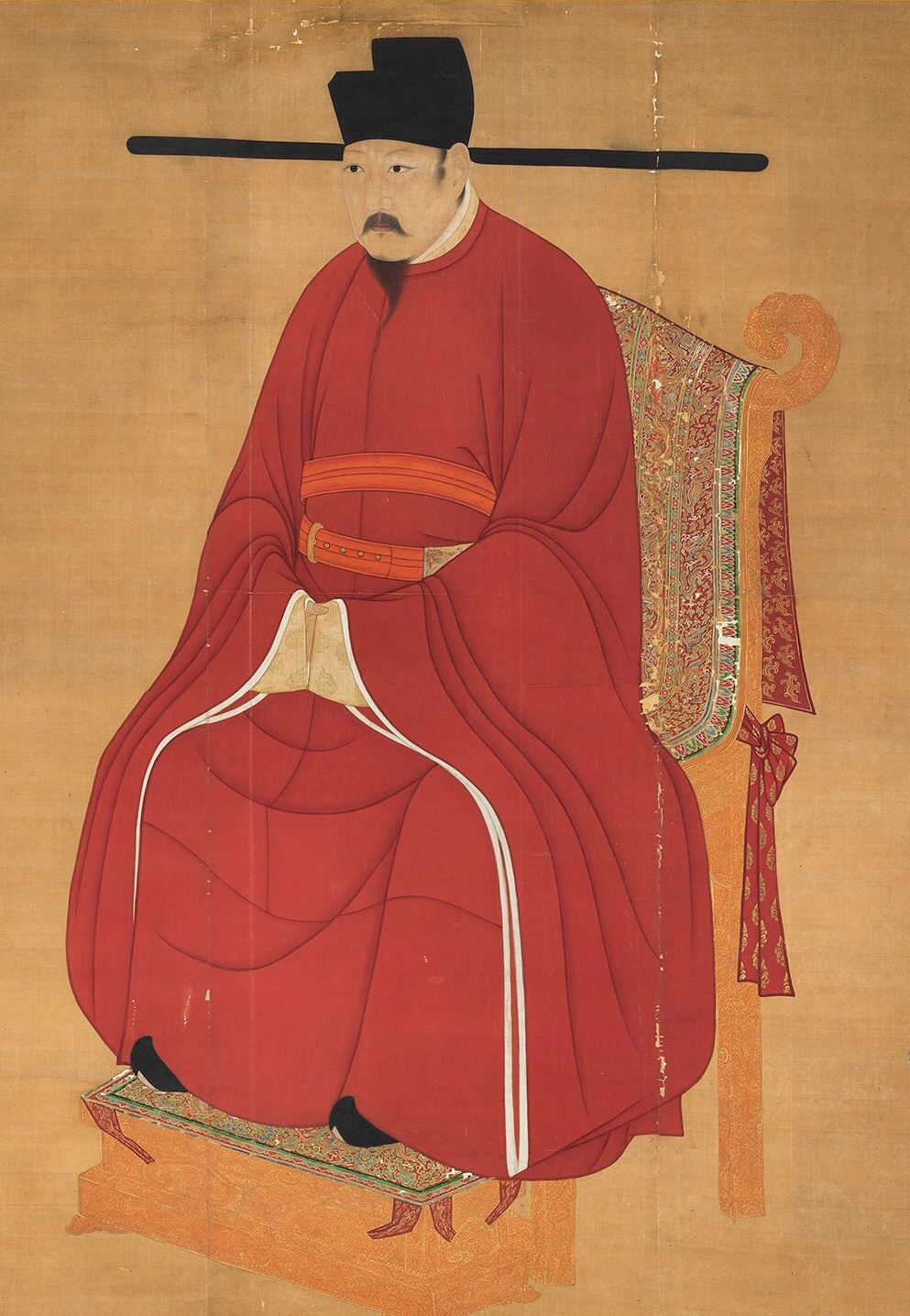
Жэнь-цзун 1022-1063 Император Китая
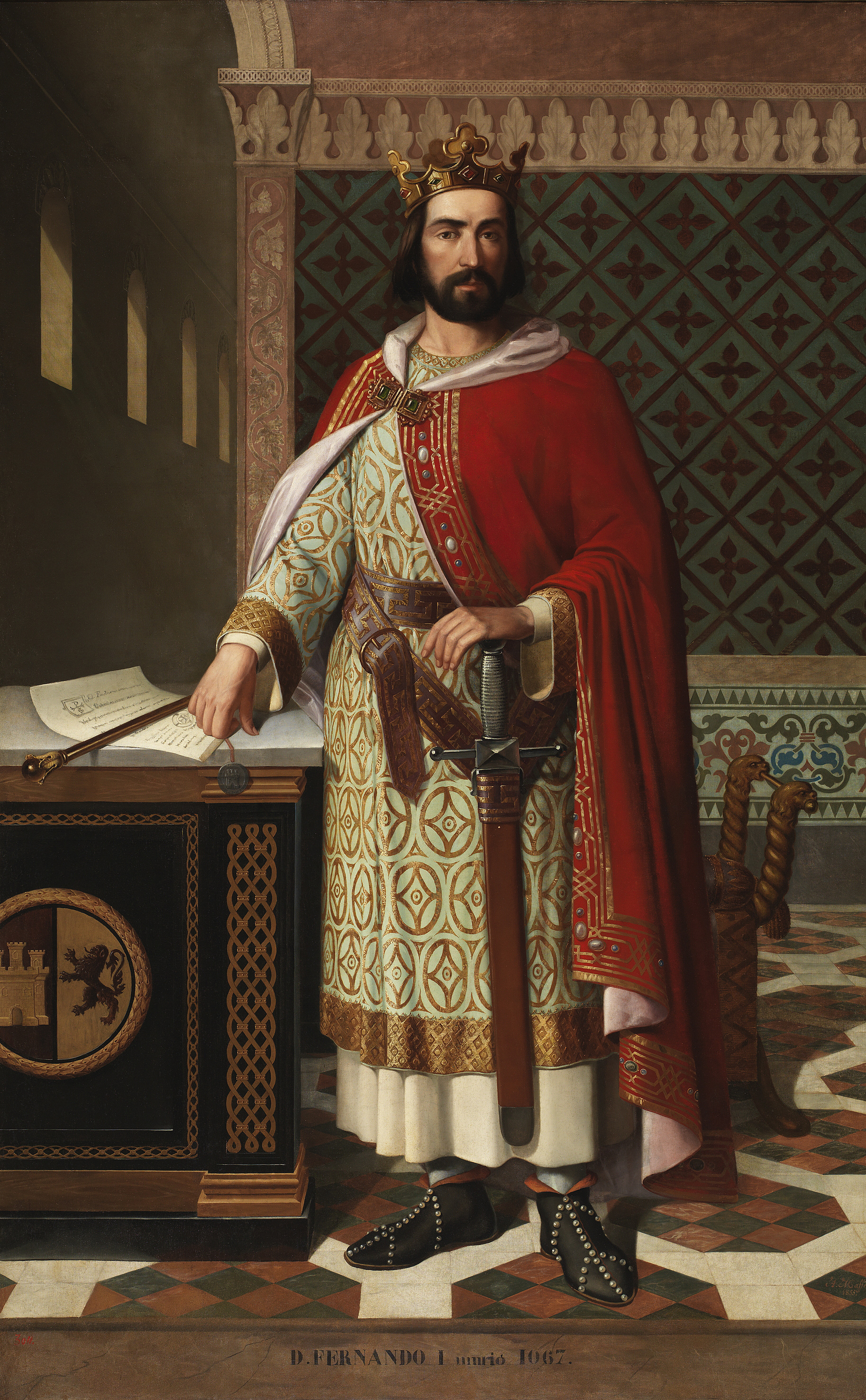
Фердинанд I 1037-1065 Король Кастилии и Леона
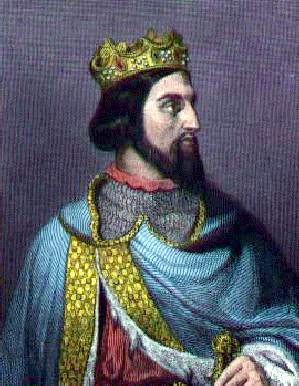
Генрих I 1031-1060 Король Франции
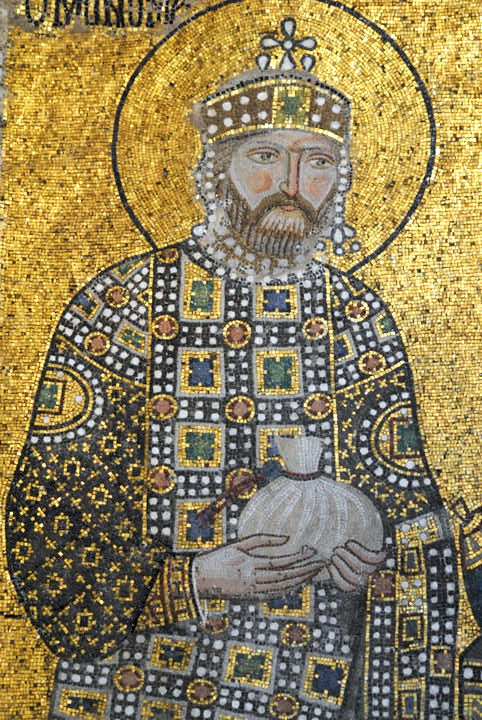
Константин IX Мономах 1042-1055 Император Византии
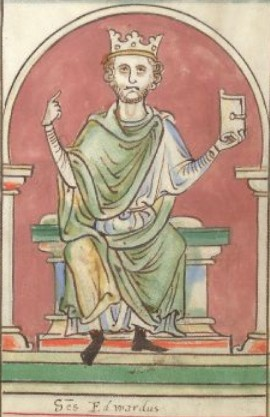
Эдуард Исповедник 1042-1066 Король Англии
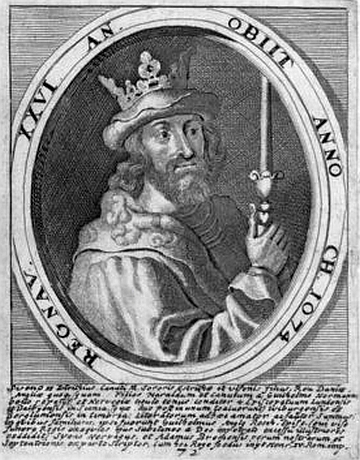
Свен II Эстридсен 1047-1074 Король Дании
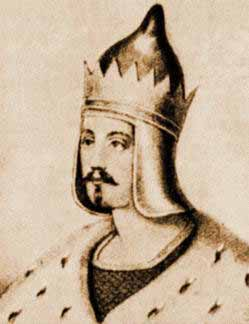
Изяслав Ярославич 1054-1068,1069-1073,1077-1078 Великий князь Киевский
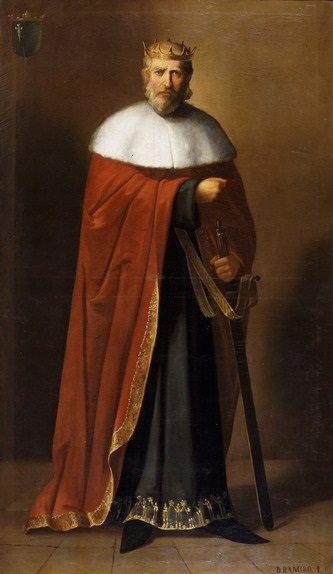
Рамиро I 1035-1063 Король Арагона
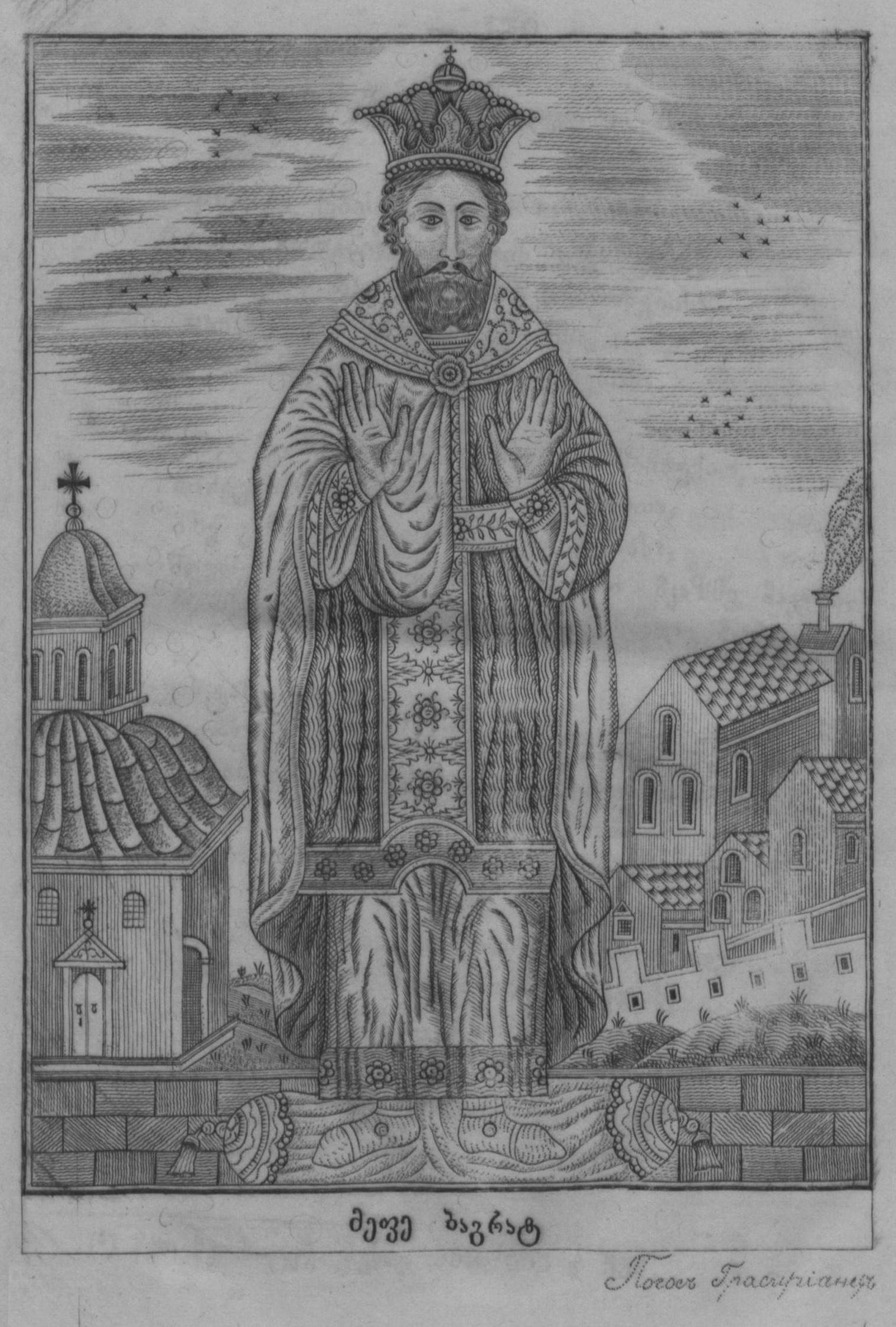
Баграт IV 1027-1072 Царь Грузии
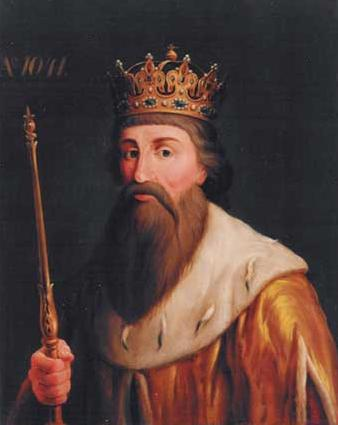
Казимир I Восстановитель 1039-1058 Князь Польши
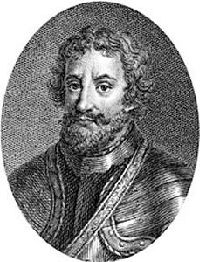
Макбет 1040-1057 Король Шотландии
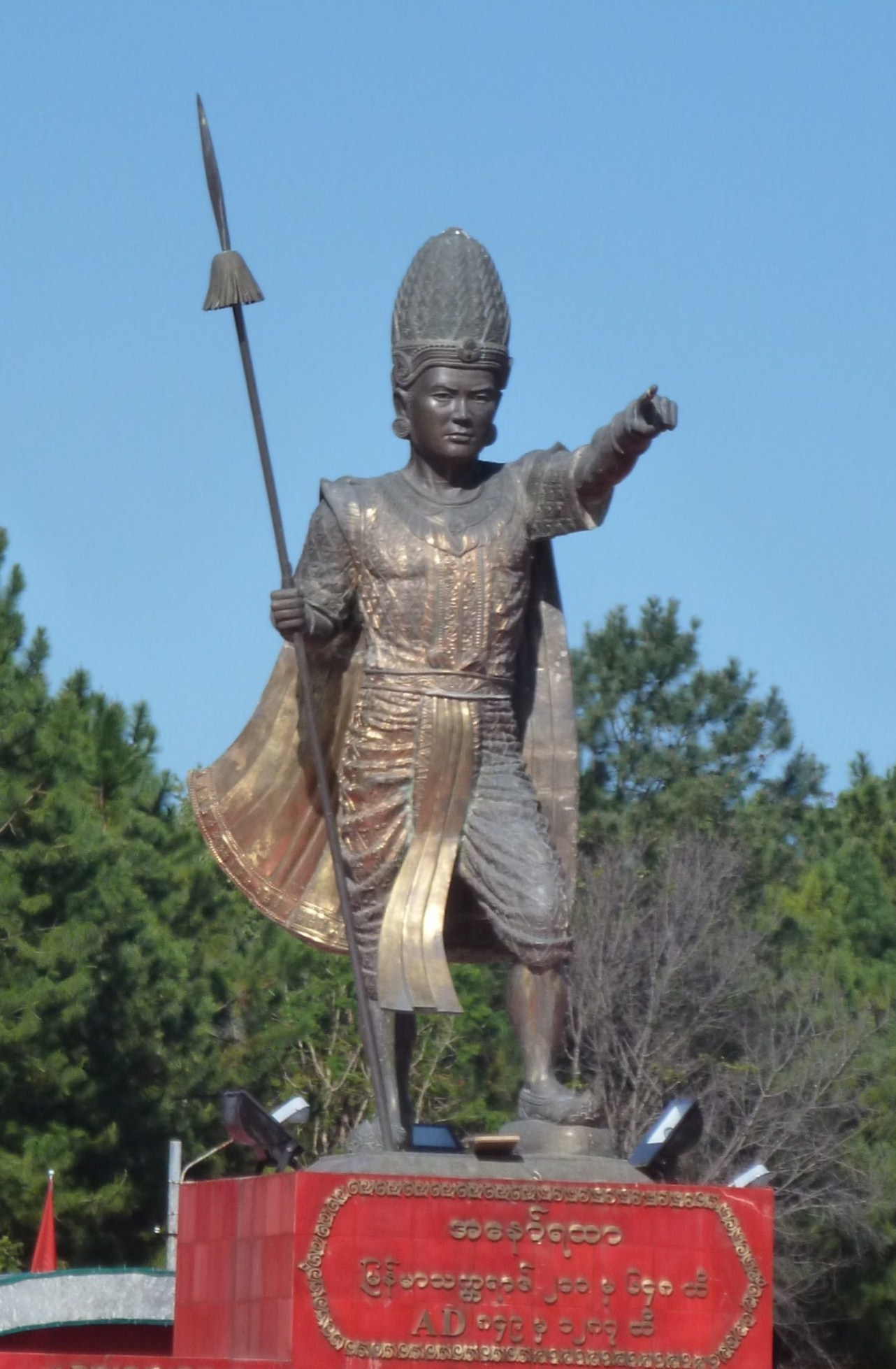
Аноратха 1044-1078 Царь Пагана
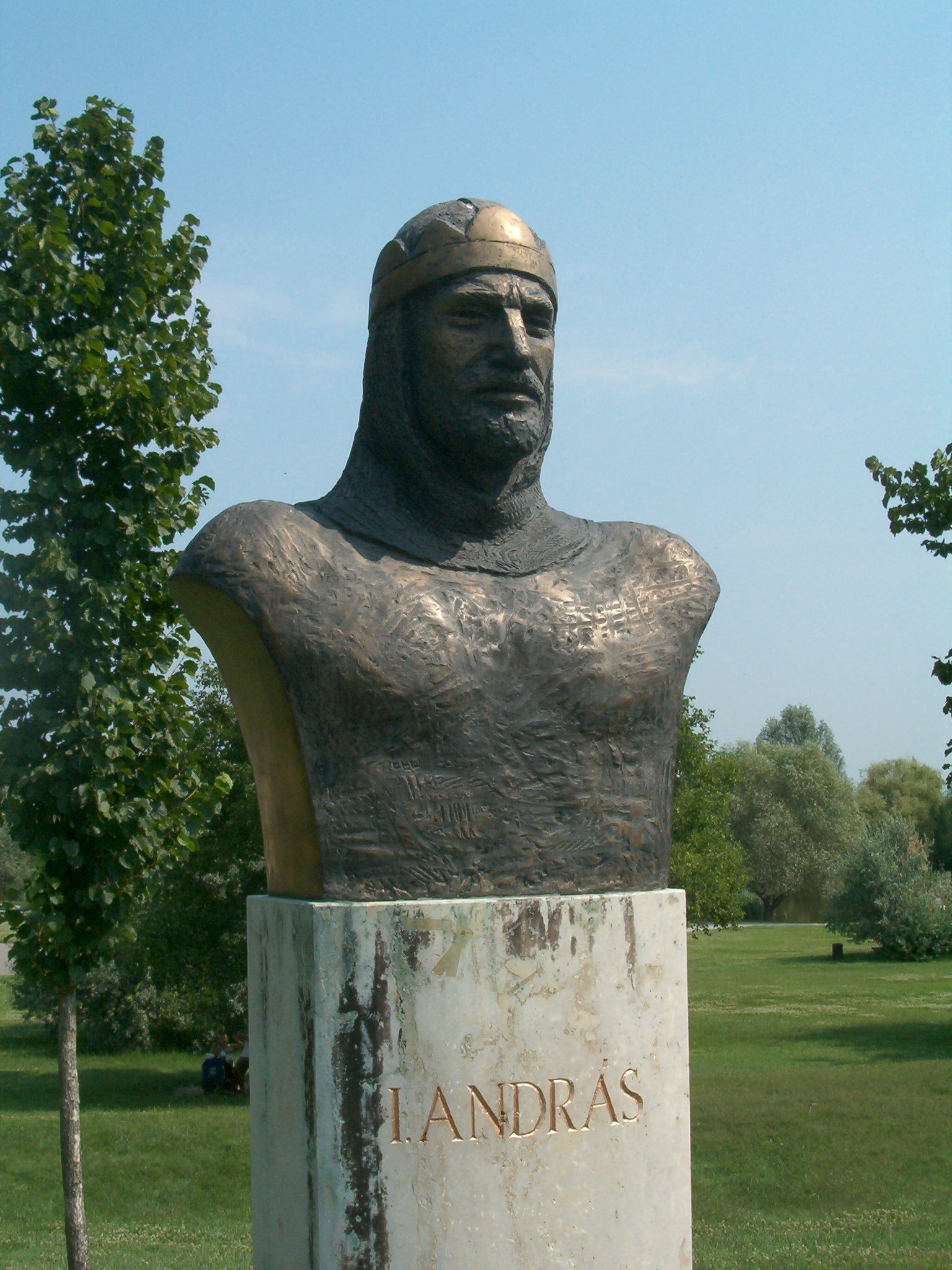
Андраш I 1046-1080 Король Венгрии
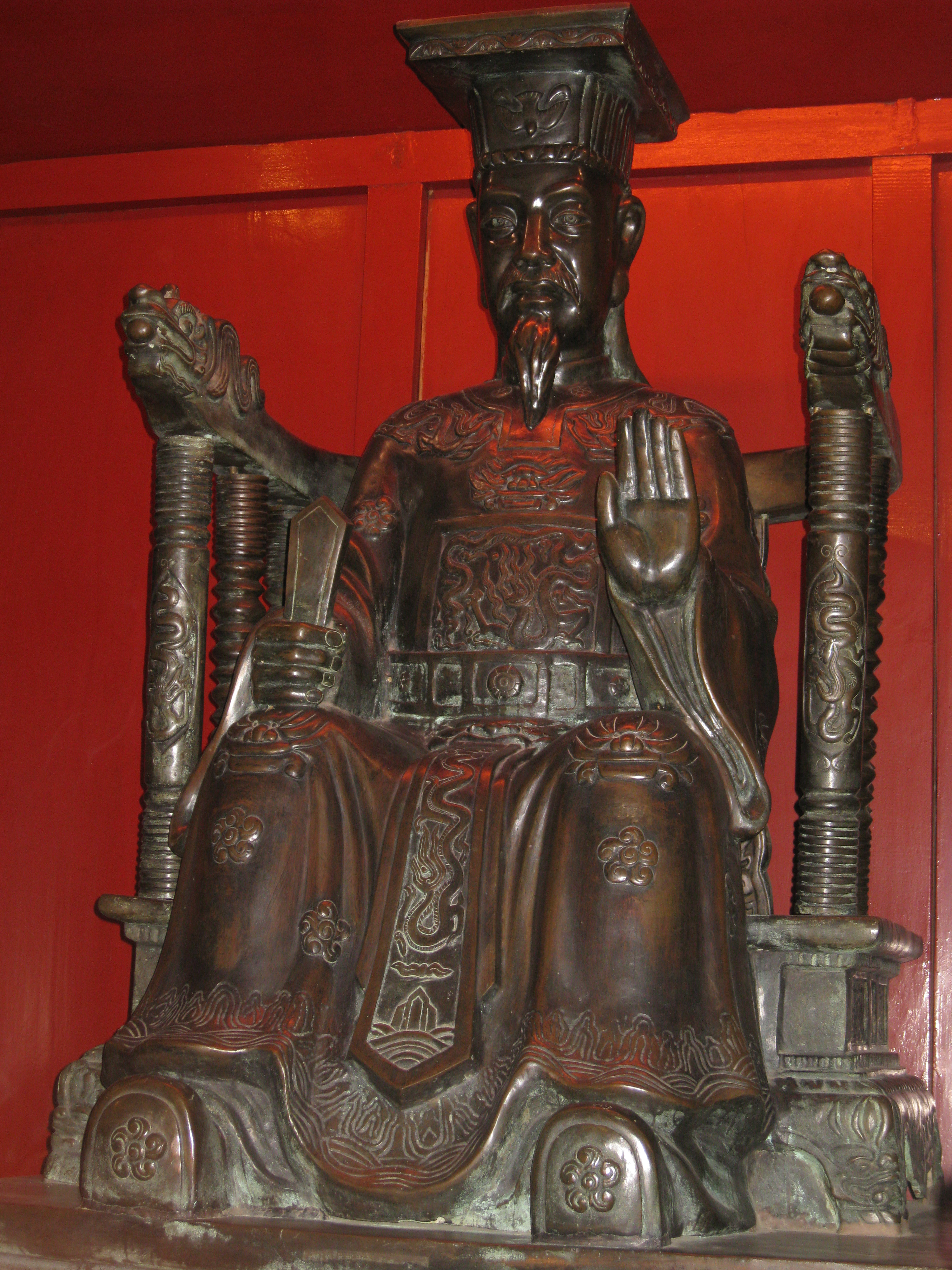
Ли Тхань Тонг 1054-1072 Император Дайковьета
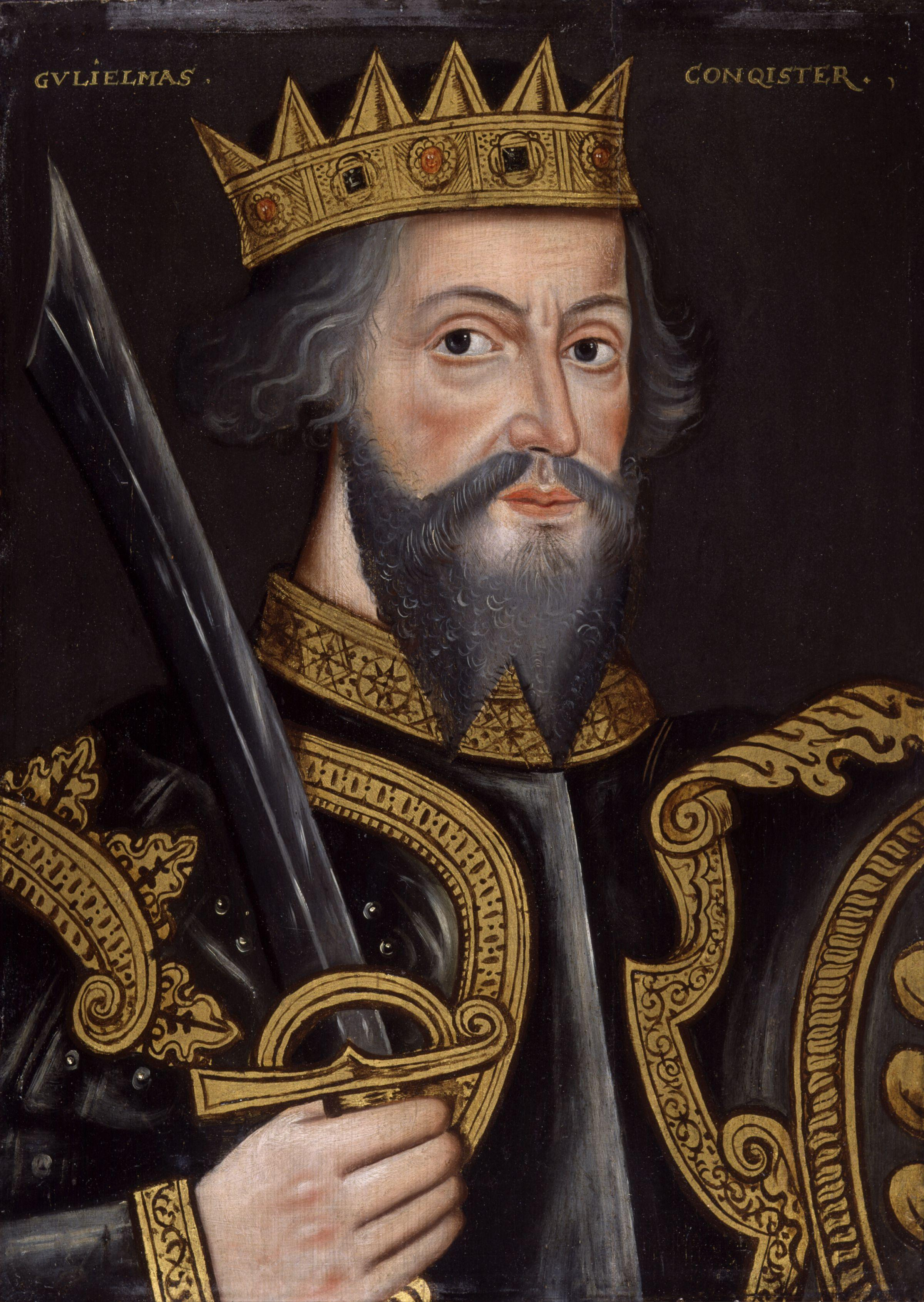
Вильгельм II (Завоеватель) 1035-1087 Герцог Нормандии
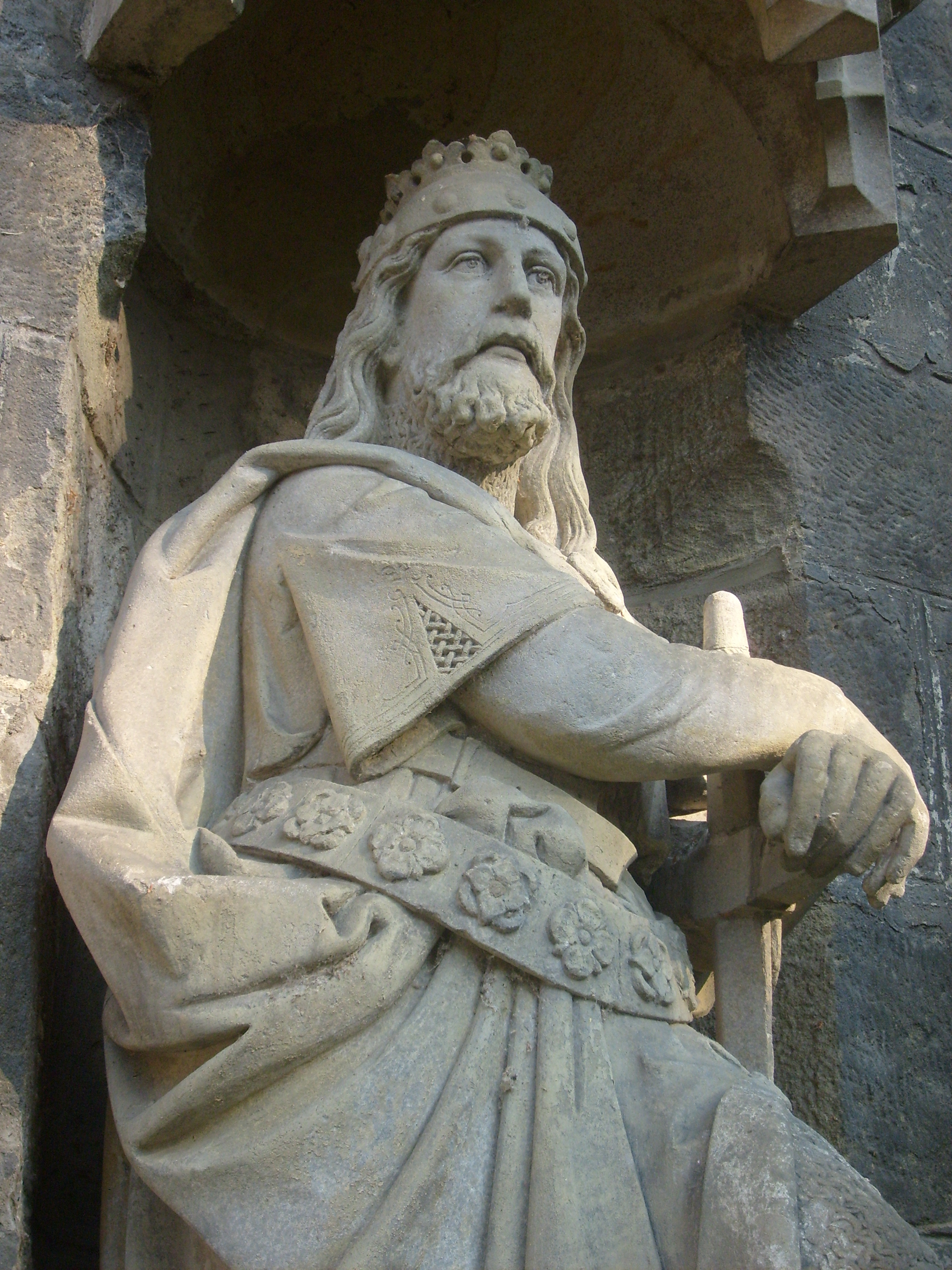
Бржетислав I 1034-1055 Князь Чехии
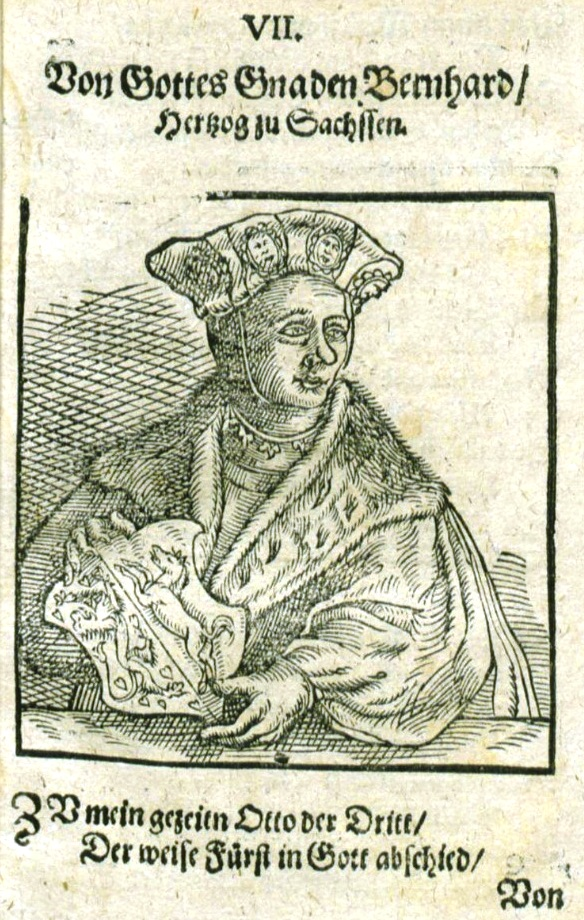
Бернхард II 1011-1059 Герцог Саксонский
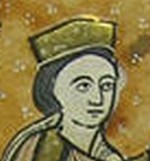
Рамон Беренгер I 1035-1076 Граф Барселоны
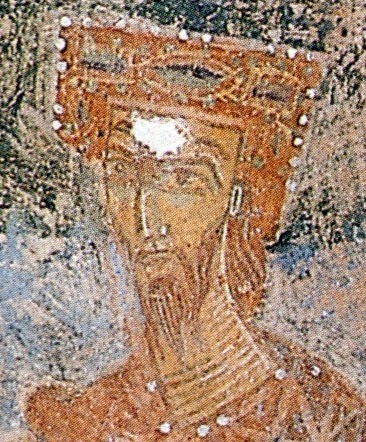
Михайло Воиславлевич 1052-1077 Жупан Дукли
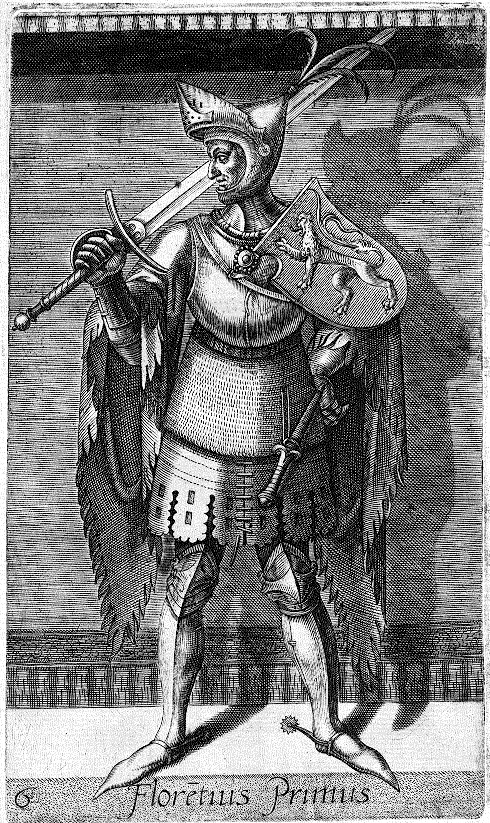
Флорис I 1049-1061 Граф Голландии
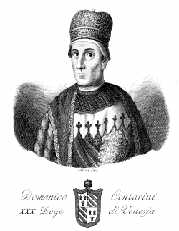
Доменико I Контарини 1043-1071 Дож Венеции
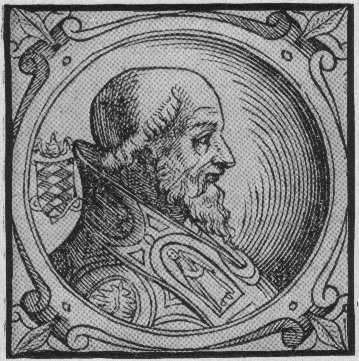
Виктор II 1055-1057 Папа римский